# Озорной (эсминец)
Эска́дренный миноно́сец «Озорно́й» — эскадренный миноносец проекта 30-К, известного так же как тип «Осмотрительный», построенный для Советского Военно-Морского Флота в 1940-х годах. Весной 1950 года ЭМ «Озорной» был передан ВМС Народной Республики Болгария (НРБ), где получил название «Георгий Димитров» (болг. Георги Димитров, англ. Georgi Dimitrov).

## История
20 ноября 1939 года ЭМ проекта 30 «Озорной» был заложен на завод № 200 ССЗ им. 61 Коммунара в Николаеве под заводским номером 1087. К 25 сентября 1940 года он уже был зачислен в списки кораблей ВМФ СССР.
25 декабря 1940 года «Озорной» был спущен на воду, но достроить его помешало начало войны. 8 августа 1941 года «Озорной» был отбуксирован из Николаева в Севастополь (к Николаеву как раз подходили немецкие войска).
14 августа 1941 года «Озорной», находящийся в Поти, был законсервирован, и с 1 декабря 1942 года строительство было полностью приостановлено.
Достройка ЭМ продолжался после Великой Отечественной войны и уже по проекту 30-К.
9 января 1949 года «Озорной» вступил в строй, и 25 февраля 1949 года, подняв военно-морской флаг, вошёл в состав Краснознамённого Черноморского флота.
23 февраля 1950 года ЭМ «Озорной» прибыл в Варну. И уже 25 марта 1950 года он был исключён из состава ВМФ СССР.
В апреле 1950 года ЭМ «Озорной» вошёл в состав военно-морских сил Народной Республики Болгария.

### Эсминец «Георгий Димитров»
Находясь в составе ВМС НРБ ЭМ «Озорной» был переименован в «Георгия Димитрова». Эсминец был передан Болгарии на замену ЭМ «Анатолий Железняков». 21 августа 1949 года с учебного судна «Н. Й. Вапцаров», находящегося в Севастополе, сошли 104 болгарских моряка, которые 24 августа ступили на борт «Озорного» в составе нового экипажа. Первым капитаном стал капитан ранга 2 ранга Христо Кукенски, которого впоследствии заменил капитан 2-го ранга Иван Добрев.
18 апреля 1950 года «Георгий Димитров» был зачислен в списки флота, и поставлен в прямое подчинение командующему флота. С 21 по 31 января 1957 года «Георгий Димитров», под флагом командующего флота контр-адмирала Бранимира Орманова, с правительственной делегацией НРБ от министра-председателя Антона Югова на борту, совершил визит в Албанию.
В конце 1958 года «Георгий Димитров» был выведен в отстой и превращён в учебно-боевой корабль (передан военно-морскому училищу). 14 мая 1961 года он был выведен из строя. Разоружённый корпус корабля около года стоял в Варненском озере. Потом он был разделан на металл.

## Вооружение
- Артиллерийский комплекс
  - Две 130-мм двуствольные АУ Б2-ЛМ;
- Зенитные комплексы
  - Одна 85-мм двухорудийная башня АУ 92-К с РЛС управления стрельбой «Вымпел-2»;
  - Шесть 37-мм одноствольных автоматических пушек 70-К;
  - 3×2 12,7-мм пулемётов ДШКМ-2;
- Торпедно-минное вооружение
  - Два трёхтрубных 533-мм торпедных аппарата ТТА-533-30 с РЛС управления стрельбой «Редан-4»;
  - Мины КБ «Краб», в количестве 52 штук (или мины М-26 — 60 штук);
- Противолодочное вооружение
  - Два больших морских бомбомёта БМБ-1 (от Специального конструкторского бюро (СКБ-4) Шавырина);
  - Два бомбосбрасывателя и глубинные бомбы (типа РГБ или БПС);
- Радиолокационное вооружение
  - Навигационная РЛС «Рым»;
  - РЛС обнаружения надводных целей «Риф-1»;
  - РЛС обнаружения воздушных целей «Гюйс-1»;
  - Гидроакустическая станция (ГАС) «Тамир-5Н»;
  - РЛС управления огнём артиллерийских комплексов «Редан»;
  - Командно-дальномерные посты КДП2-4 (или СВП-29-РЛ).

## Интересные факты
При эвакуации из Николаева, и последующей консервации до достройки, часть оборудования и вооружения, предназначенных для кораблей проекта 30 («Огневой» и «Озорной»), была установлена на другие суда. Так, например, на лидер эскадренных миноносцев «Ташкент» была установлена предназначенная для «Озорного» зенитная артиллерийская установка 39-К (заводской номер № 61Н). Вторая установка (заводской номер № 57Н), которую успели смонтировать на эсминце «Огневой» («Огневой» отбуксировали из Николаева на 4 дня позже «Озорного»), спасли корабль и всех, кто на нём находились, от звена немецких «юнкерсов», встреченных на курсе до Севастополя.